# Galeodidae
Famille
Les Galeodidae sont une famille de solifuges.
Cette famille comprend neuf genres et plus de 200 espèces.

## Distribution
Les espèces de cette famille se rencontrent dans le Sud de l'Asie, dans le Nord de l'Afrique et dans le Sud de l'Europe.

## Liste des genres
Selon Solifuges of the World (version 1.0) :
- Galeodes Olivier, 1791
- Galeodopsis Birula, 1903
- Galeodumus Roewer, 1960
- Gluviema Caporiacco, 1937
- Othoes Hirst, 1911
- Paragaleodes Kraepelin, 1899
- Paragaleodiscus Birula, 1941
- Roeweriscus Birula, 1937
- Zombis Simon, 1882

## Publication originale
- Sundevall, 1833 : Conspectus Arachnidum. Londini Gothorum, p. 1-39.